# 桂园街道 (林州市)
桂园街道，是中华人民共和国河南省安陽市林州市下辖的一个乡镇级行政单位。

## 行政区划
桂园街道下辖以下地区：
东关社区、红旗社区、汇丰社区、桂园社区、安居社区、东方苑社区、紫薇园社区、大菜园村、小菜园村和曲山村。